# Dinner (Film)
Dinner ist ein nigerianisches Thriller-Drama von Jay Franklyn Jituboh aus dem Jahr 2016, mit Keira Hewatch, Okey Uzoeshi, Kehinde Bankole und Enyinna Nwigwe in den Hauptrollen.

## Handlung
Mike Okafor wird von seinem Kindheitsfreund und Kumpel Adetunde George Snr. zu einem Dinner eingeladen und verbringt das Wochenende mit ihm und seiner Verlobten Lola Coker, während diese ihre bevorstehende Hochzeit planen. Mike beschließt, zusammen mit seiner Freundin Diane Bassey zu kommen, weil er ihr auch seine Pläne mitteilen will. Die Dinge entwickeln sich unerwartet anders, als sie bei Adetunde zuhause ankommen, und die vier finden gegenseitig Geheimnisse über ihre Beziehungen sowie über die eine Person heraus, die inmitten von alledem steht.

## Produktion und Veröffentlichung
Der Film entstand bei 567 Entertainment und Sidomex Universal nach einem Drehbuch von und unter der Regie von Jay Franklyn Jituboh. Jituboh fungierte auch als Produzent. Für den Schnitt war Jeje Moroko verantwortlich, für die Kamera Muhammad Atta Ahmed und die künstlerische Leitung lag bei Onokemi Onojobi.
Am 11. November 2016 kam der Film im Vertrieb durch FilmOne Distribution in die nigerianischen Kinos.